# Medinilla halconensis
Medinilla halconensis är en tvåhjärtbladig växtart som beskrevs av Elmer Drew Merrill. Medinilla halconensis ingår i släktet Medinilla och familjen Melastomataceae. Inga underarter finns listade i Catalogue of Life.